# Kaleng
Kaleng is een bestuurslaag in het regentschap Kebumen van de provincie Midden-Java, Indonesië. Kaleng telt 2473 inwoners (volkstelling 2010).